# Parc municipal de Diekirch
 (avril 2025).
Le parc municipal de Diekirch (en luxembourgeois : Stadpark vun Dikrech) est un parc linéaire situé dans la ville de Diekirch au Luxembourg. Le parc s'étend sur les deux rives le long de la Sûre, de la frontière sud-ouest de la commune à Ingeldorf jusqu'à la frontière nord-est à Gilsdorf (Bettendorf). Dans le parc, qui mesure environ 100 m de large et environ un kilomètre et demi de long, il y a des monuments, de l'art public et le parc-découverte de la nature In Bedigen. Le parc de la ville est librement accessible toute l'année ; la piste cyclable Sauertal–Radweg le traverse.

## Description
Dans la partie du parc proche du centre-ville, à l'avenue de la Gare, il y a une pièce d'eau colorée et deux sculptures d'âne en gabion ; Ceux-ci et un toit pour événements y ont été construits en 2013,. L'Hôtel du Parc est également sur l'avenue de la gare, en bordure du parc. Le parc de la ville abrite deux terrains de jeux sur la rive gauche de la Sauer: un près de l'avenue de la Gare et un près du restaurant Al-Schwemm. Sur le côté droit de la Sûre, sur la piste cyclable du Sauertal-Radweg au niveau d'Al Schwemm, il y a aussi une partie du parc de la ville, le parc-découverte de la nature In Bedigen de 11,2 hectares,.
Dans le parc de la ville, la Sûre est traversé par cinq ponts (du sud-ouest au nord-est) :
- le pont piétonnier construit en 2015 (Foussgängerbréck) avec piste de canoë, qui mène de la Route d'Ettelbruck au parc-découverte de la nature In Bedigen,
- Le pont suspendu piétonnier (Ficellesbréck) avec un pylône rouge caractéristique, construit en 1975, qui relie l'avenue de la Gare à la Promenade de la Sûre,
- Le pont de pierre Sauerbréck construit en 1842 avec une route de voiture,
- une petite passerelle 60 m après la Sauerbréck,
- La passerelle (Foussgängerbréck), inaugurée en 2005, qui relie la rue Clairefontaine au Camping de la Sûre.

Le Dikricher Béierfest ("fête de la bière") a généralement lieu chaque été dans le parc de la ville.

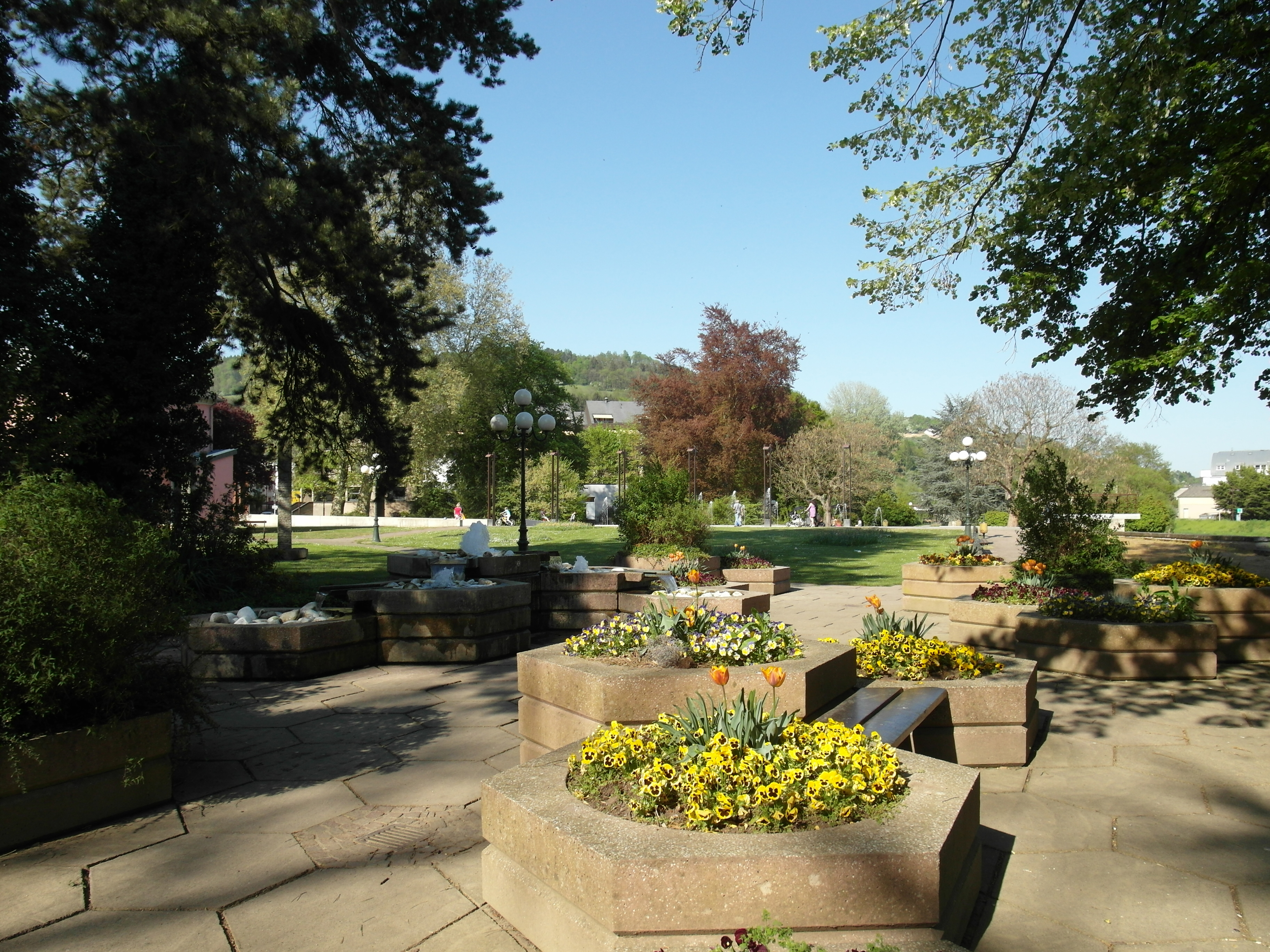
Le Parc municipal proche de l’Avenue de la Gare
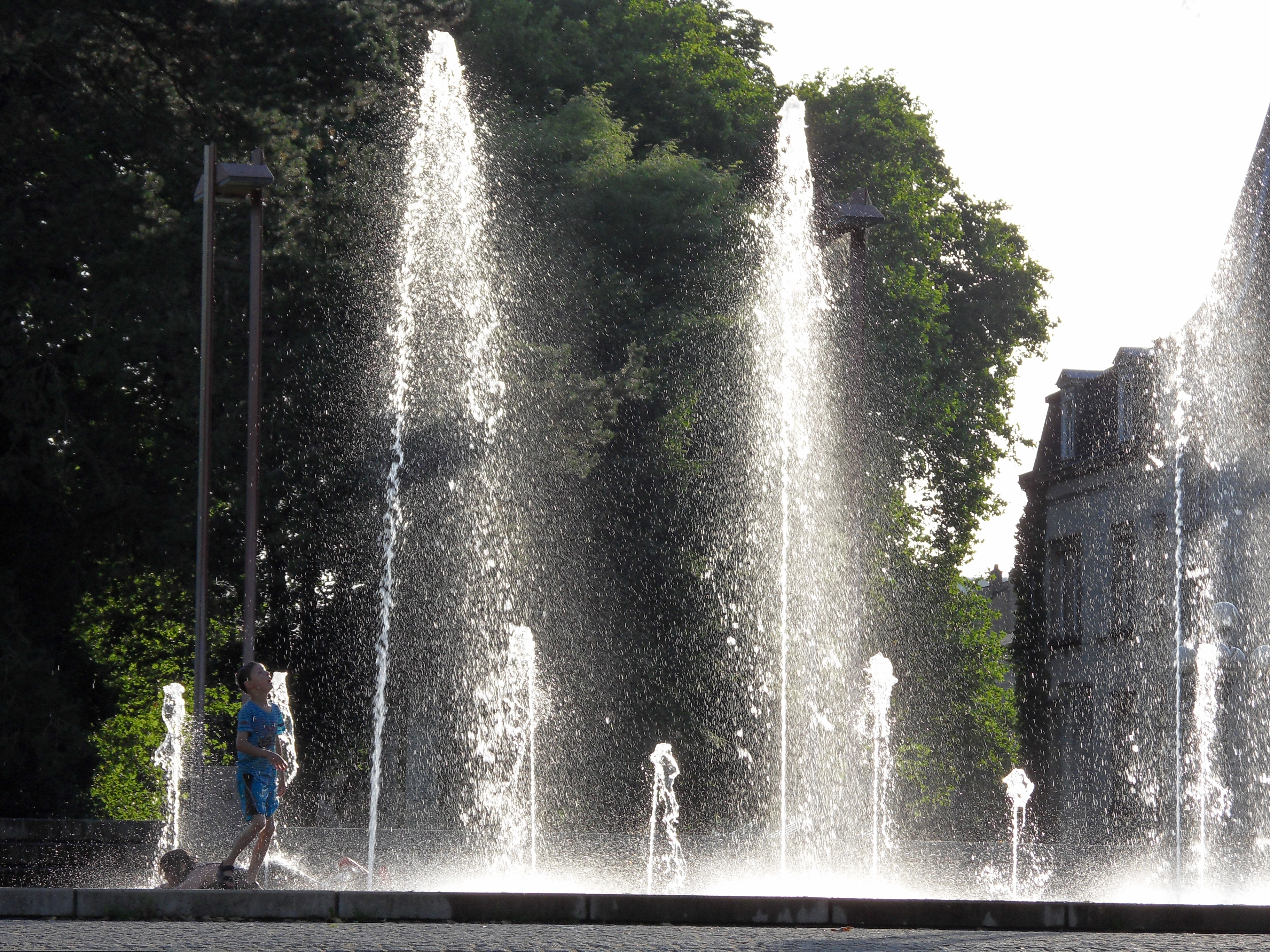
La fontaine
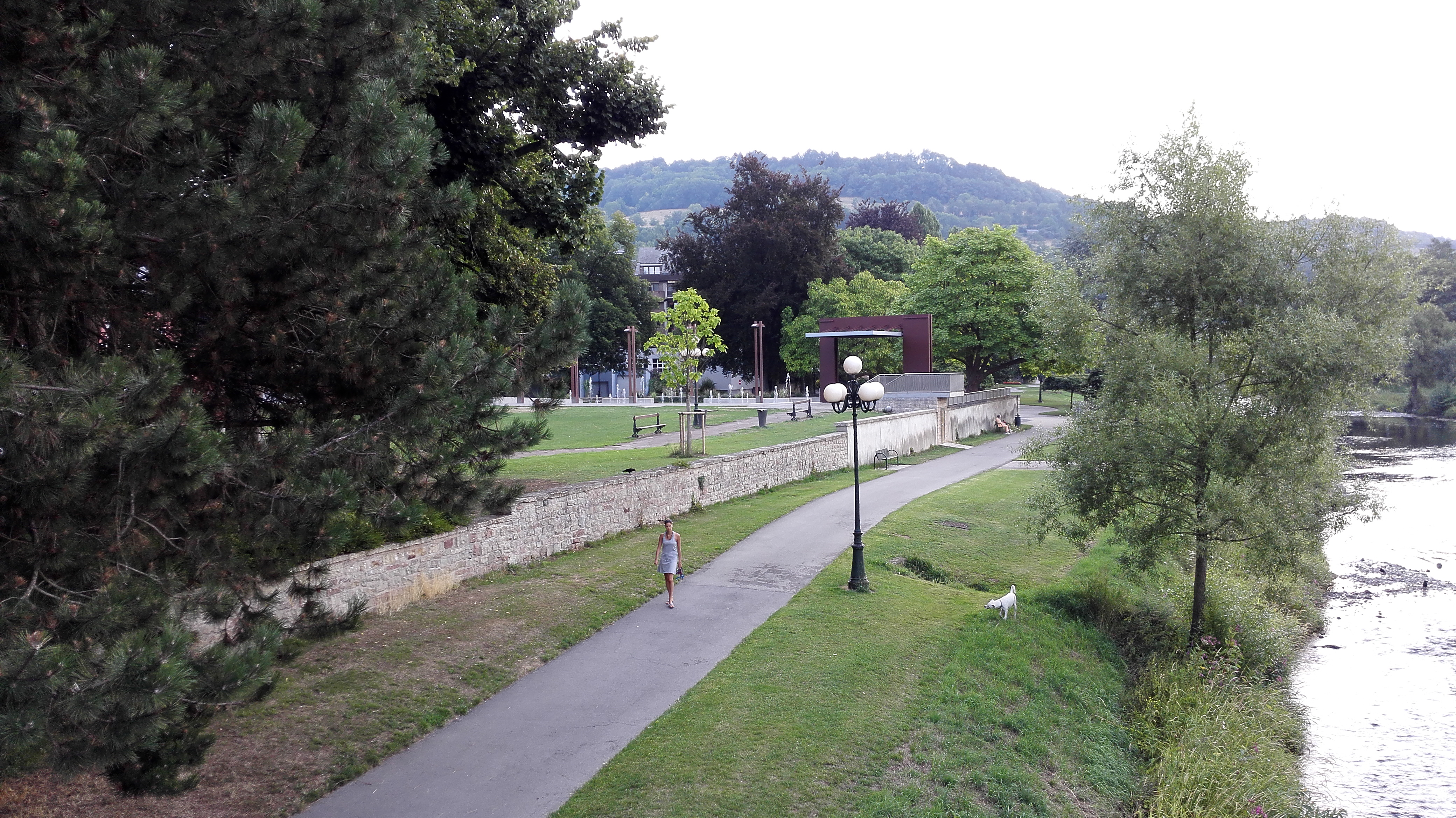
la promenade côté gauche de la Sûre
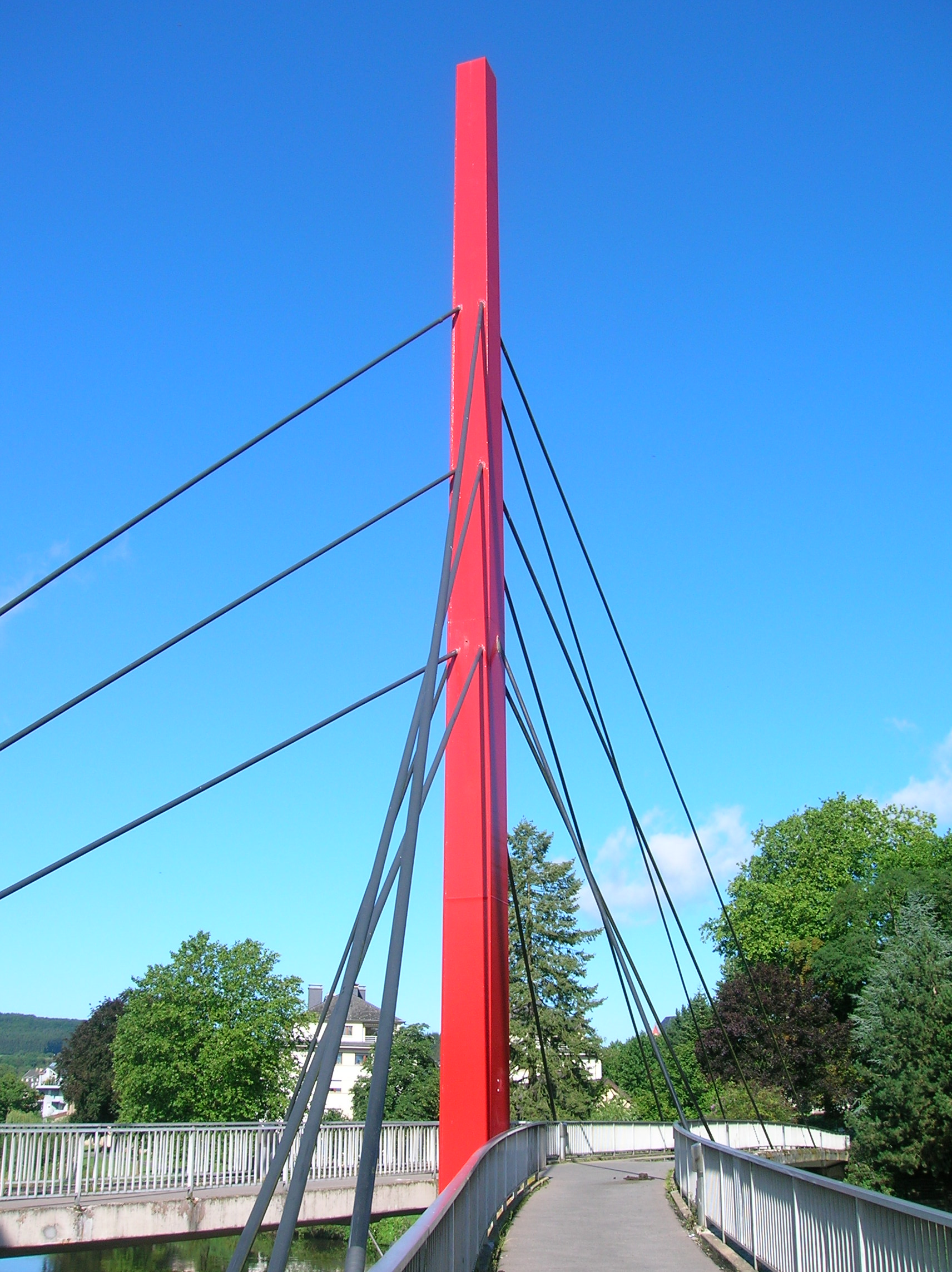
Le pont suspendu piétonnier Ficellesbréck avec pylône rouge

## Monuments et art public
Dans le parc de la ville de Diekirch se trouvent (du nord au sud) :
- le Mémorial en l'honneur des réfugiés de la Seconde Guerre mondiale de Wenzel Profant (1981),
- le Monument Paul Eyschen (Edmond Lux, 1961)[9]
- la sculpture Convergence (Bertrand Ney, 1990)[10],[11],
- Les 5 piliers représentant les 5 cantons de l'ancien arrondissement de Diekirch, avec une plaque (1989 à l'occasion du 150e anniversaire de l'indépendance du Luxembourg),
- la sculpture Hypnos sovieticus de Jacek Wilewski (1990)[10],[11],
- le Mémorial américain inauguré en 1984 pour commémorer la libération du Luxembourg par l'armée américaine en septembre 1944,
- le Chemin de croix des recrues forcées luxembourgeoises 1942-45 (Kräizwee vun de Lëtzebuerger Zwangsrekrutéierten 1942-45) de Pierre Bergem (1981)
- la sculpture en bois Sex on the street créée par Hayder Saddam en 2019[12],[13],
- la sculpture umarmend-embrassant de Maria Bettina Cogliatti (1990) dans la Lorentzwues[10],[11].

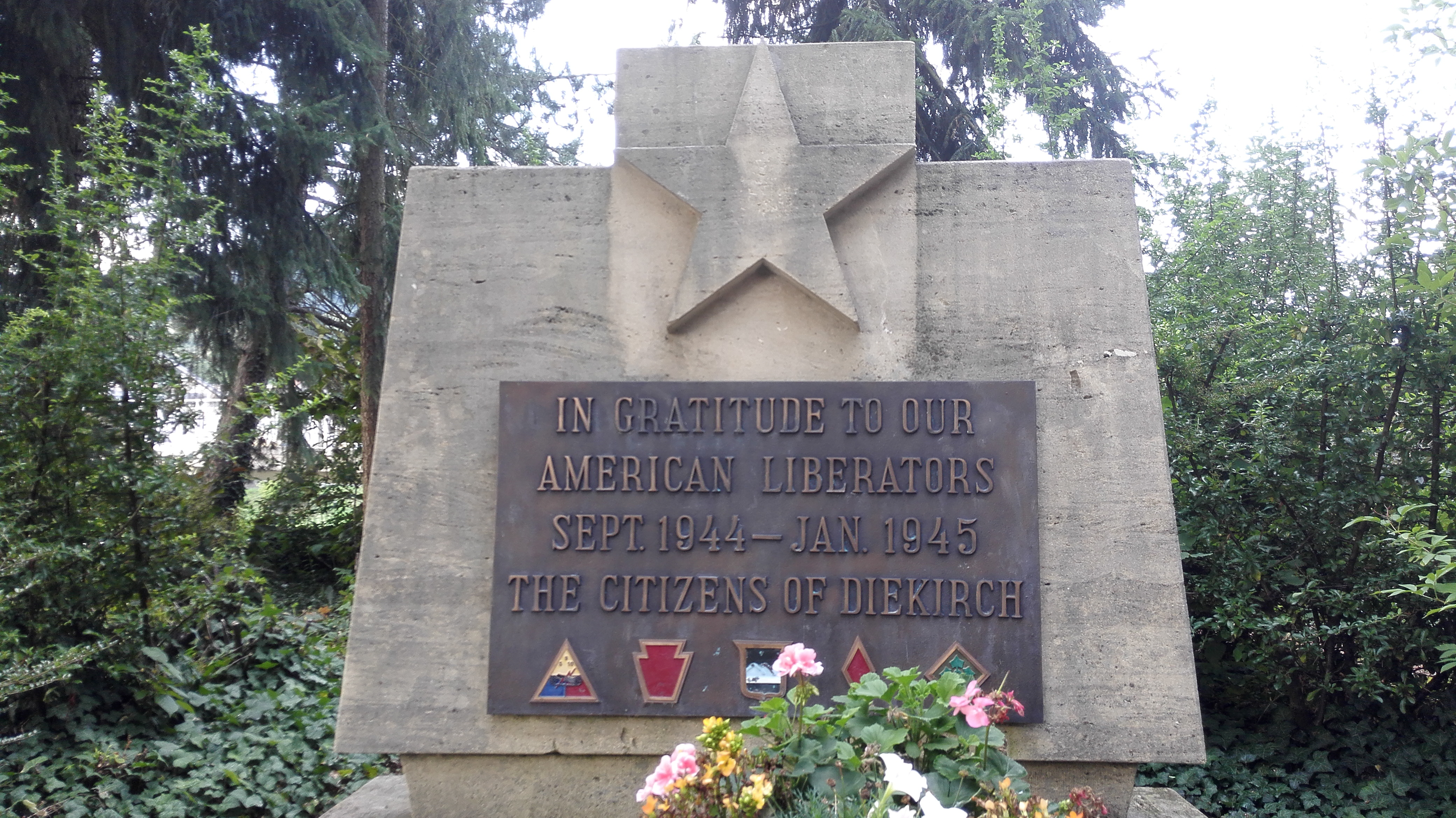
Le US Memorial (1984)
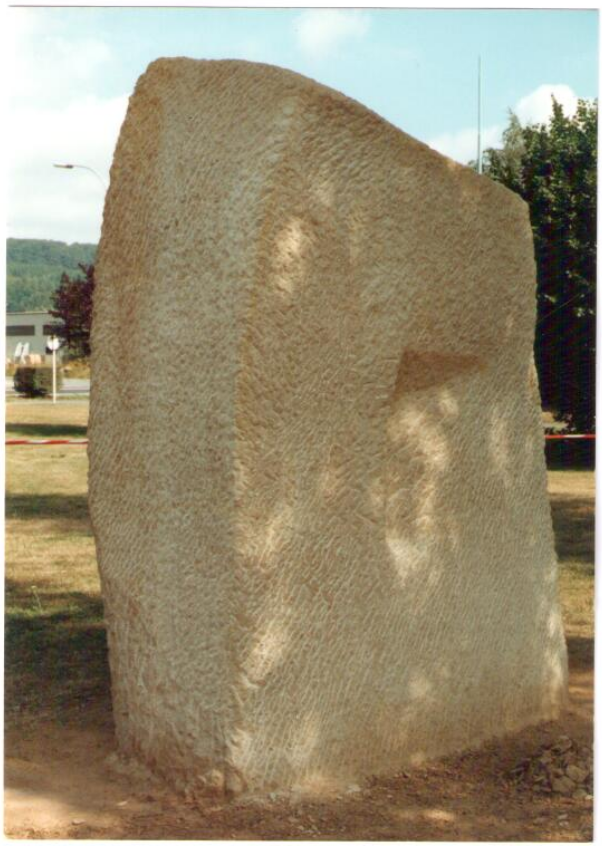
Umarmend-embrassant de Cogliatti (1990)